# Operação Schwarz
A Operação Schwarz (em alemão:  Fall Schwarz - "Operação Negra"), conhecida como a Quinta Ofensiva do Inimigo, foi uma operação conjunta do Eixo com o objetivo de desarmar os chetniks e destruir os guerrilheiros na Iugoslávia ocupada durante a Segunda Guerra Mundial, de 15 de maio a 16 de junho de 1943.
A batalha mais famosa da quinta ofensiva inimiga é a Batalha de Sutjeska, na qual os guerrilheiros romperam o anel alemão em junho de 1943, perto do rio Sutjeska, no sudeste da Bósnia.
Os alemães pretendiam desmantelar os grupos de resistência e ocupar o interior do Adriático, devido ao avanço dos Aliados no Mediterrâneo. As forças do Eixo sob o comando alemão reuniram cerca de 127 000 soldados e veículos blindados, incluindo unidades alemãs, italianas, croatas, búlgaras e algumas unidades Chetniks, e mais de 300 aeronaves, contra 18 000 soldados do Exército de Libertação do Povo Iugoslavo.
Logo no início da operação, os alemães desarmaram os então leais chetniks. De acordo com um relatório alemão, 3 200 chetniks não foram mortos na captura. Como não houve resistência dos chetniks durante a prisão em massa, a luta começou em 15 de maio, com um avanço concêntrico das forças alemãs contra os guerrilheiros na área de Sanjaco e no norte de Montenegro. As forças do eixo conseguiram cercar o Grupo Operacional Principal do Quartel-General Supremo dos Partisans na difícil área montanhosa de Durmitor. Assim, impuseram longas e exaustivas batalhas às forças dos Partisans, contrárias às táticas da guerra partidária e, dado o equilíbrio de forças em mão de obra e tecnologia, extremamente desfavoráveis aos Partisans. Forças guerrilheiras se viram aprisionadas em uma pequena área, constantemente abatidas pela artilharia e forças aéreas, sofrendo enormes perdas, sem fontes de alimentos. Em 9 de junho, os alemães quase mataram o comandante guerrilheiro Tito quando ele foi ferido no braço por uma explosão.
Em 10 de junho, nas primeiras horas da manhã, a Primeira Brigada de Ataque Proletário separou o grupo de batalha alemão Höhne e rompeu o anel inimigo em Sutjeska. Hospitais guerrilheiros permaneceram cercados - mortos impiedosamente, feridos e equipes médicas. Um total de cerca de 7 500 guerrilheiros foram mortos, mais de um terço dos soldados que entraram no combate. Apesar da fome, pesadas perdas, esforços físicos extremos e combates constantes, os Partisans mantiveram a moral elevada, a disciplina e o espírito de luta, o que foi reconhecido pelo inimigo. O Comandante alemão General Rudolf Lüthers descreveu em seu relatório os "rebeldes comunistas" como "bem organizados, habilmente liderados e com uma moral de combate que provoca espanto".
A luta terminou em 15 de junho de 1943, com o avanço da maioria das forças dos Partisans na Bósnia. Imediatamente após a fuga, os Partisans foram na contra-ofensiva no leste da Bósnia, limpando as fortificações das Potências do Eixo em Vlasenica, Srebrenica, Olovo, Kladanj e Zvornik durante os próximos 20 dias.
A Operação Schwarz foi, sem dúvida, em termos de volume e número de soldados mortos, a maior operação realizada na Iugoslávia até hoje. Isso aconteceu imediatamente após a Operação Weiss (em alemão:  Fall Weiss - "Operação Branca"), que não conseguiu atingir o mesmo objetivo: destruir as forças guerrilheiras. As operações relacionadas "Branco" e "Preto" representam uma transição entre a perseguição de grupos guerrilheiros, que era a forma de ação predominante em 1941 e 1942, e a guerra de manobra aberta, ocorrida com a chegada do Segundo Exército Blindado ao território da Iugoslávia em agosto de 1943.
O fracasso da quinta ofensiva foi um momento decisivo para a Iugoslávia na Segunda Guerra Mundial. Na República Socialista Federativa da Iugoslávia, Sutjeska se tornou um símbolo de sacrifício excepcional, coragem e fortaleza moral nas tentações mais difíceis.

## História

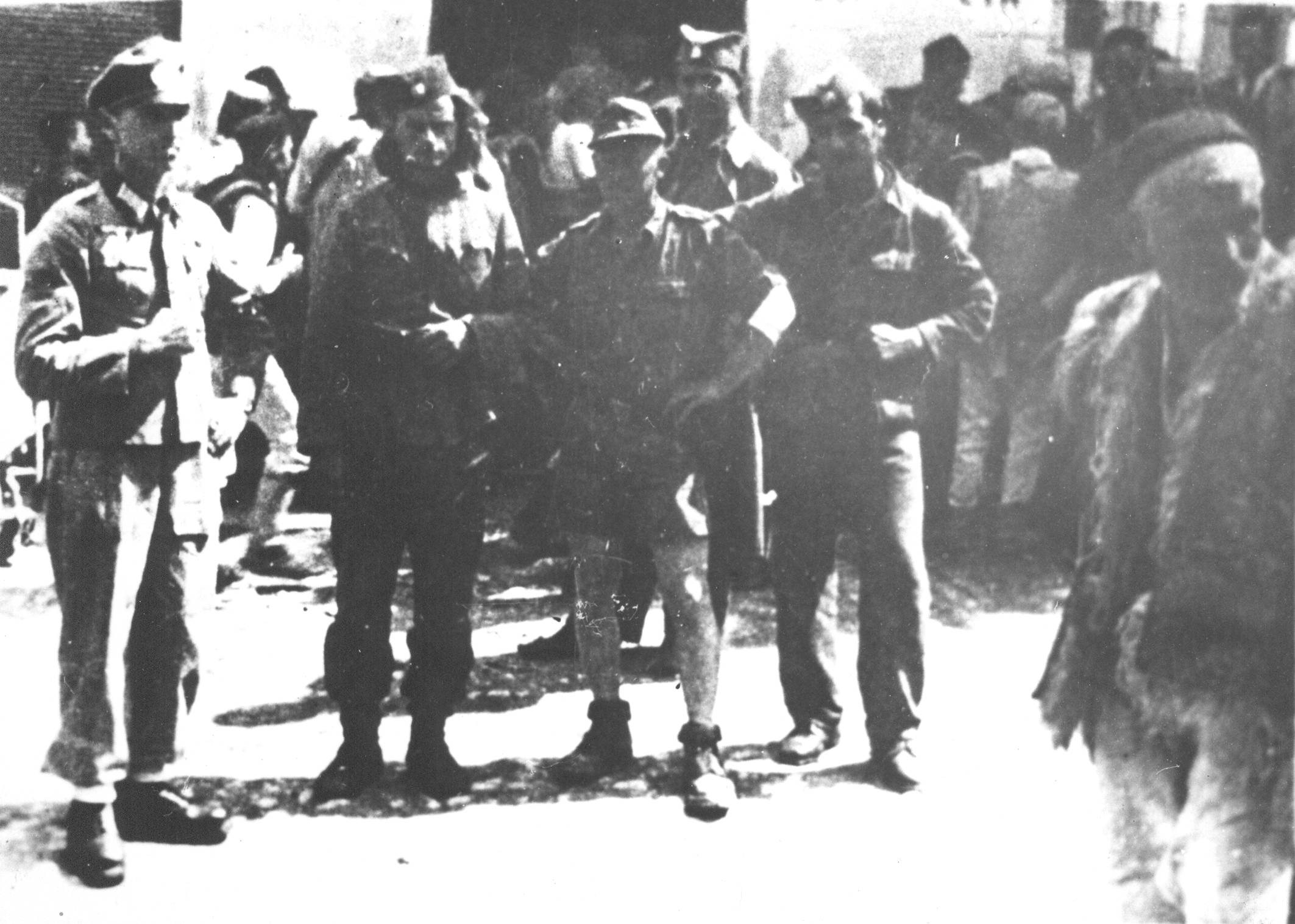
Chetniks e alemães na Herzegovina em 1943

Durante a Operação Weiss anteriormente, os Chetniks lutaram contra guerrilheiros sob o comando italiano. No entanto, mesmo durante a operação, foram mantidas negociações entre os líderes alemão e italiano sobre o desarmamento dos Chetniks. O Chefe do Estado-Maior do Exército Italiano, General Vittorio Ambrosio, foi no início de março de 1943, chamado em Roma junto com o General Roboti e Alessandro Pirzio Biroli para deliberar sobre o desarmamento dos Chetniks e operações contra os guerrilheiros. O General Roboti era veementemente contra o desarmamento dos Chetniks, pelo menos até que os guerrilheiros fossem destruídos, sobre o qual deixou a seguinte nota:
Em nenhum caso os Chetniks devem ser desarmados e, se já for o caso, é preciso extrema cautela, porque os Chetniks lutaram bravamente e ainda lutam conosco contra os guerrilheiros e, portanto, merecem reconhecimento por sua atitude corajosa e nossa confiança. Mas hoje os alemães não querem mais se envolver, disse Ambrosio. Especialmente Hitler, considerando a possibilidade de uma possível invasão inglesa dos Bálcãs, nem mesmo ouvirá sobre nossas razões e em todos os sentidos deseja que os Chetniks, como futuros inimigos, sejam desarmados e erradicados. Ele teria feito isso imediatamente após a operação "Weiss", ou seja, em cerca de 20 dias. Em minha estimativa, isso significa mais 50 000 inimigos, ou seja, 25 000 aliados que perderemos e 25 000 aliados que os partidários ganharão.
Essa atitude era compartilhada pelo general Ambrosio, mas eles tinham que obedecer à promessa que Mussolini fizera a Hitler. Hitler calculou que, no caso de uma invasão britânica dos Bálcãs, os Chetniks "italianos" estariam do lado do inimigo.

## Plano alemão
O Comando Supremo do Sudeste anuncia a intenção de iniciar a Operação Schwarz, mas que não pode começar antes do início de maio. Os seguintes devem participar dessa operação: divisão SS "Príncipe Eugene", 718ª divisão de caça, 369ª divisão croata, 2ª e 3ª divisão de montanha croata, primeira divisão de montanha, partes da 704ª divisão de caça e partes do corpo de ocupação búlgaro. O plano prevê que o mínimo possível de unidades militares italianas participem da operação. Estima-se que 24 horas antes do início da operação "Negra", os Chetniks serão solicitados a entregar suas armas e, como se espera que os Chetniks rejeitem esta proposta, iniciem imediatamente um ataque concentrado contra Mihailovic e seus apoiadores.— Diário de guerra do Comando Supremo da Wehrmacht de 14 de março de 1943.

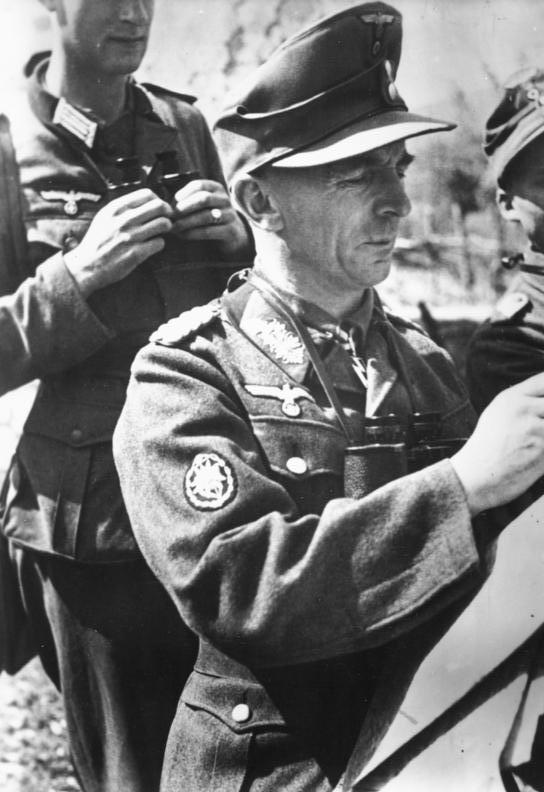
Major General Walter Stettner, Comandante da 1ª Divisão de Montanha durante as operações antipartidárias em Montenegro, junho de 1943.

A Operação Schwarz teve duas etapas - desarmamento e dissolução dos Chetniks (e a liquidação da sede de Mihailović) e a destruição do grupo operacional dos Partisans. Na primeira fase, os alemães planejavam desarmar e internar os Chetniks contando com as forças italianas. Na segunda fase, uma ação concêntrica contra as forças Partisans é planejada. Os fortes laços dos Chetniks com as forças italianas eram um problema delicado. Apesar do acordo ter sido realizado em alto nível, as forças italianas em todos os níveis se opuseram fortemente à ideia.
O comando alemão ajustou o plano operacional de ação contra os Partisans às características do terreno. Eles planejavam concentrar a Força-Tarefa dos Partisans na área naturalmente isolada e quase desabitada entre os cânions de Tara e Piva e a montanha Durmitor, e destruí-la com o uso em massa de aviação, artilharia e tropas de montanha. A 1ª Divisão de Montanha com sua ala norte, a Divisão Italiana "Veneza", o grupo de batalha "Ludwiger" (724º Alemão, 61º e 63º Regimento Búlgaro), 369ª Divisão de Infantaria e 118ª Divisão de Caça com a 4ª Associação de Montanha do Estado Independente da Croácia, dispostos em um semicírculo nos lados leste e norte. Na primeira fase, essas forças deveriam assumir o controle de Sanjaco e empurrar as forças Partisans para o lado esquerdo de Tara. A ala sul da 1ª Colina, a divisão Ferrara e a 7ª divisão da SS deveriam empurrar as forças Partisans do sul e sudeste. A partir daí, a 118ª Divisão ficou com a tarefa de ocupar a margem esquerda do Piva e, assim, fechar o meio, de forma que o avanço fosse dificultado não só pelas forças presentes, mas também por profundos desfiladeiros de rios. Isso levaria as forças dos Partisans a um beco sem saída e as destruiria.

## Preparações
As unidades estão obrigadas e autorizadas a usar todos os meios nesta luta, sem restrições, também contra mulheres e crianças, somente se levar ao sucesso ... Nenhum alemão que luta contra guerrilheiros pode, por sua atitude na luta contra guerrilheiros e seus apoiadores, ser chamado à responsabilidade disciplinar ou militar-judicial.— Ordem de Hitler antes da "Operação Schwarz"
O Comando Supremo informa ao Comando do Sudeste que Hitler aprovou a Operação Schwarz. É importante que, após a destruição de Tito, o movimento de Mihailović também seja destruído. Uma vez que os laços estreitos de Mihailović com as forças militares italianas são conhecidos, Hitler enfatiza especialmente que presta a maior atenção ao fato de que as reais intenções alemãs em relação aos Chetniks estão ocultas.— Diário de guerra do Comando Supremo da Wehrmacht de 26 de março de 1943.
Unidades ítalo-chetniks, depois que a resistência do inimigo foi quebrada, entraram em Gacko.— Diário de guerra do Comando Supremo da Wehrmacht de 26 de março de 1943.

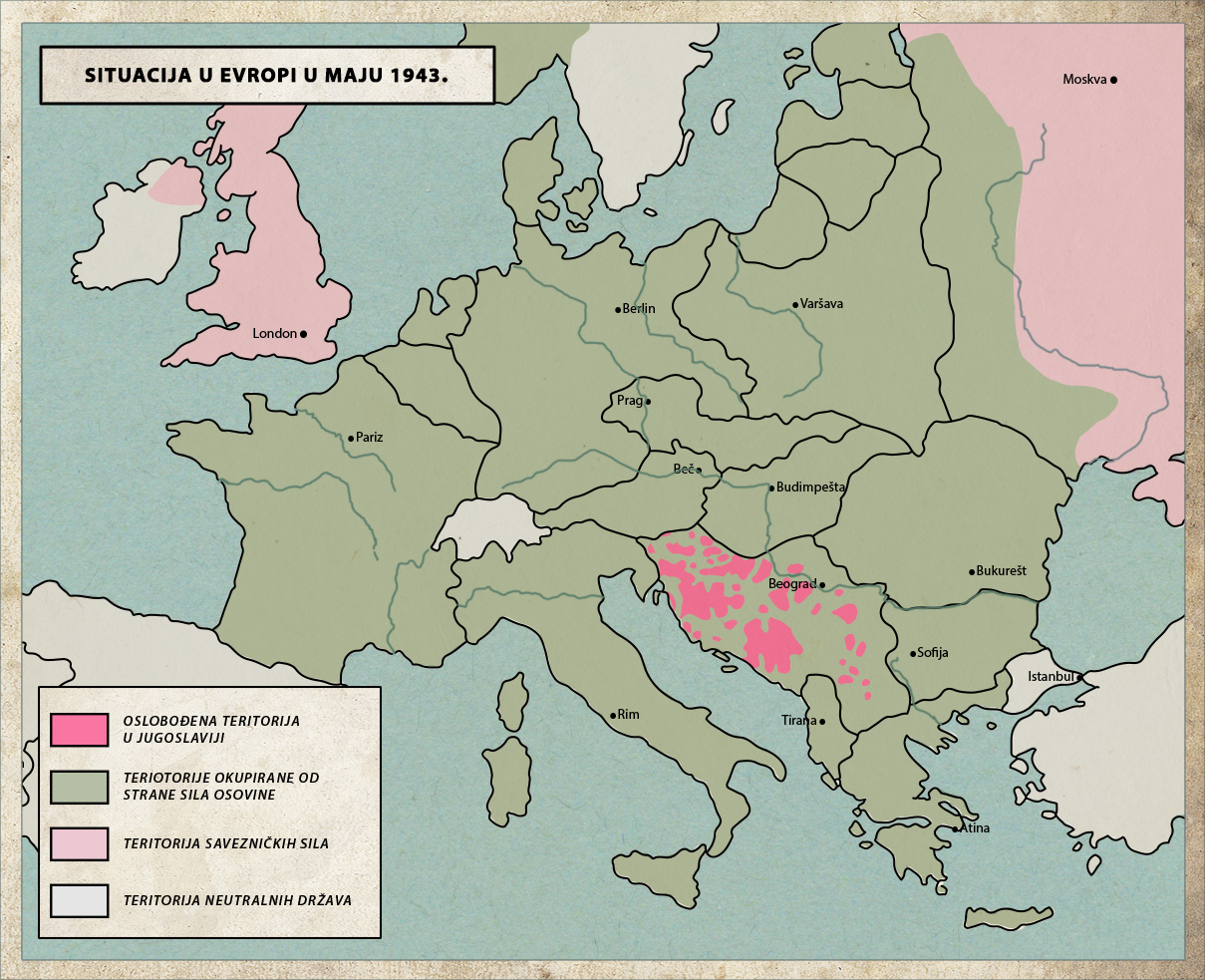
Território guerrilheiro libertado na Iugoslávia e a fortaleza de Hitler na Europa, em maio de 1943

Com base na visita do Ministro das Relações Exteriores da Itália, Graf Galeazzo Ciano, ao apartamento principal de Hitler em Vinica, na Frente Oriental, bem como em uma carta enviada por Hitler a Benito Mussolini, ficou claro que a Wehrmacht alemã acreditava profundamente que os Aliados invadiriam os Bálcãs após a vitória em El Alamein e a ocupação do Norte da África. As Operações "Weiss I", "Weiss II" e "Weiss III" (em alemão:  Weiss I, II und III). Na batalha do Neretva, a Wehrmacht alemã não atingiu os objetivos desejados e não destruiu os guerrilheiros rebeldes nos Bálcãs, então começaram os preparativos para um novo empreendimento.
Com a Operação Schwarz, a Wehrmacht pretendia limpar o pano de fundo da costa do Adriático, destruindo os movimentos Chetnik e Partisans, que permaneceram firmes em Herzegovina e Montenegro. Como o plano "Branco" exigia o engajamento de forças adicionais para destruir completamente estas forças, Hitler imaginou um plano operacional "Negro" completamente oposto ao plano "Branco". Como os comandantes italianos na Iugoslávia estavam muito relutantes em desarmar os Chetniks, Hitler obteve o consentimento por meio do governo de Mussolini e do Estado-Maior. No entanto, na primeira fase, houve tensões e mal-entendidos entre os exércitos alemão e italiano sobre o assunto.
Para esta operação, o comandante do Sudeste, Tenente General Alexander Löhr, recebeu reforços à disposição da 1ª Divisão de Montanha na frente oriental. Löhr confiou o comando tático ao comandante da tropa alemã na Croácia, Rudolf Lüters. O grupo de combate para esta operação foi, portanto, denominado Corpo Croata.

## Forças engajadas

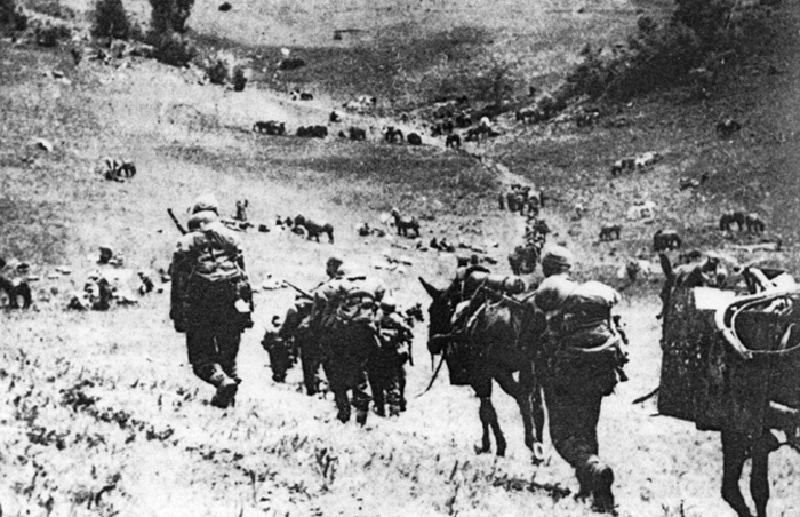
Forças alemãs marchando

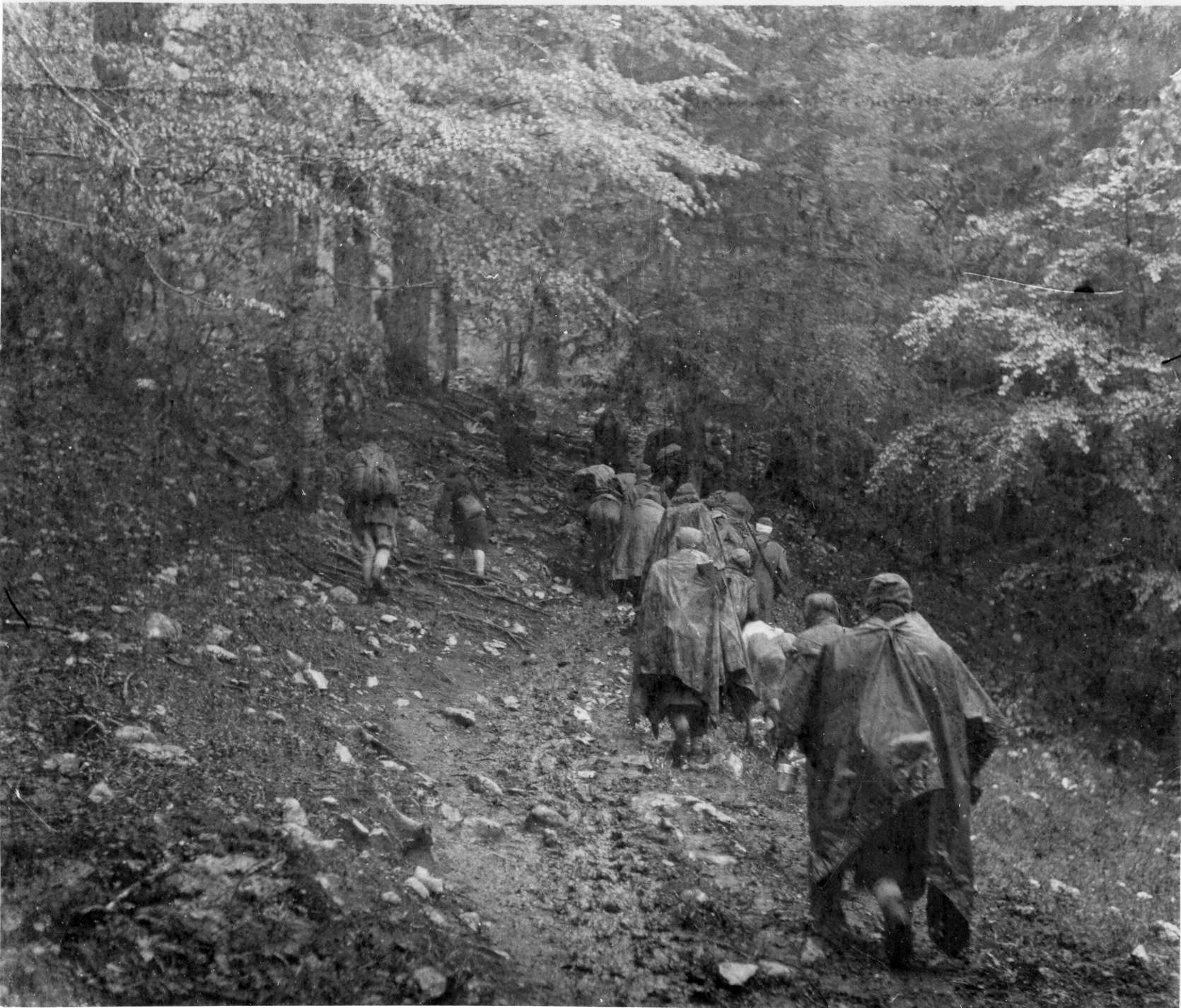
Forças partisans marchando

### Forças do Eixo
Os alemães sabiam da grande importância de toda a operação, então contaram com até 8 divisões, 3 regimentos e uma brigada inteira para isso. Cerca de 120 000 soldados. Além dos alemães, partes do exército italiano, a Guarda Nacional Croata e os regimentos búlgaros também foram engajados. Para a Operação Schwarz, os alemães receberam:
- Forças alemãs;
  - 1ª Divisão de Montanha - Tenente General Walter Stettner (em alemão:  Generalleutnant Walter Stettner Ritter von Grabenhofen );
  - 7ª Divisão SS "Prinz Eugen" - Artur Phleps (em alemão:  Obergruppenführer Artur Phleps );
  - 118ª Divisão Jäger - Tenente General Joseph Kibler (em alemão:  Generalleutnant Josef Kubler );
  - 104ª Divisão de Caças Alemã (partes) - General de Infantaria Hartwig von Ludwiger (em alemão:  General der Infanterie Hartwig von Ludwiger );
  - 369.ª Divisão de Infantaria - Tenente General Fritz Najdhold (em alemão:  Generalleutnant Fritz Neidholdt );
  - 4º Regimento de Brandemburgo ;
  - 659º Batalhão de Engenharia Independente;
  - 202º Batalhão de Tanques;
- Forças croatas;
  - 4. Associação de Guarda de Montanha;
- Forças italianas;
  - Divisão Taurinenze - Major General Michele Radelo;
  - Divisão Ferrara - Coronel Carlo Magallotti;
  - Divisão de Veneza - Coronel Marco Lucio;
- Forças búlgaras;
  - 61º Regimento Búlgaro Reforçado da Trácia;
  - 63º Regimento Búlgaro Combinado.

A aviação também esteve intensamente envolvida na operação. As forças do eixo em campo foram apoiadas por mais de 300 aeronaves de vários tipos. Toda a operação do lado alemão foi dirigida pelo Tenente General Alexander Löhr, comandante do Grupo de Exércitos alemão e o comandante tático era o General Rudolf Lüters, comandante do Corpo de exército croata .

### Partisans

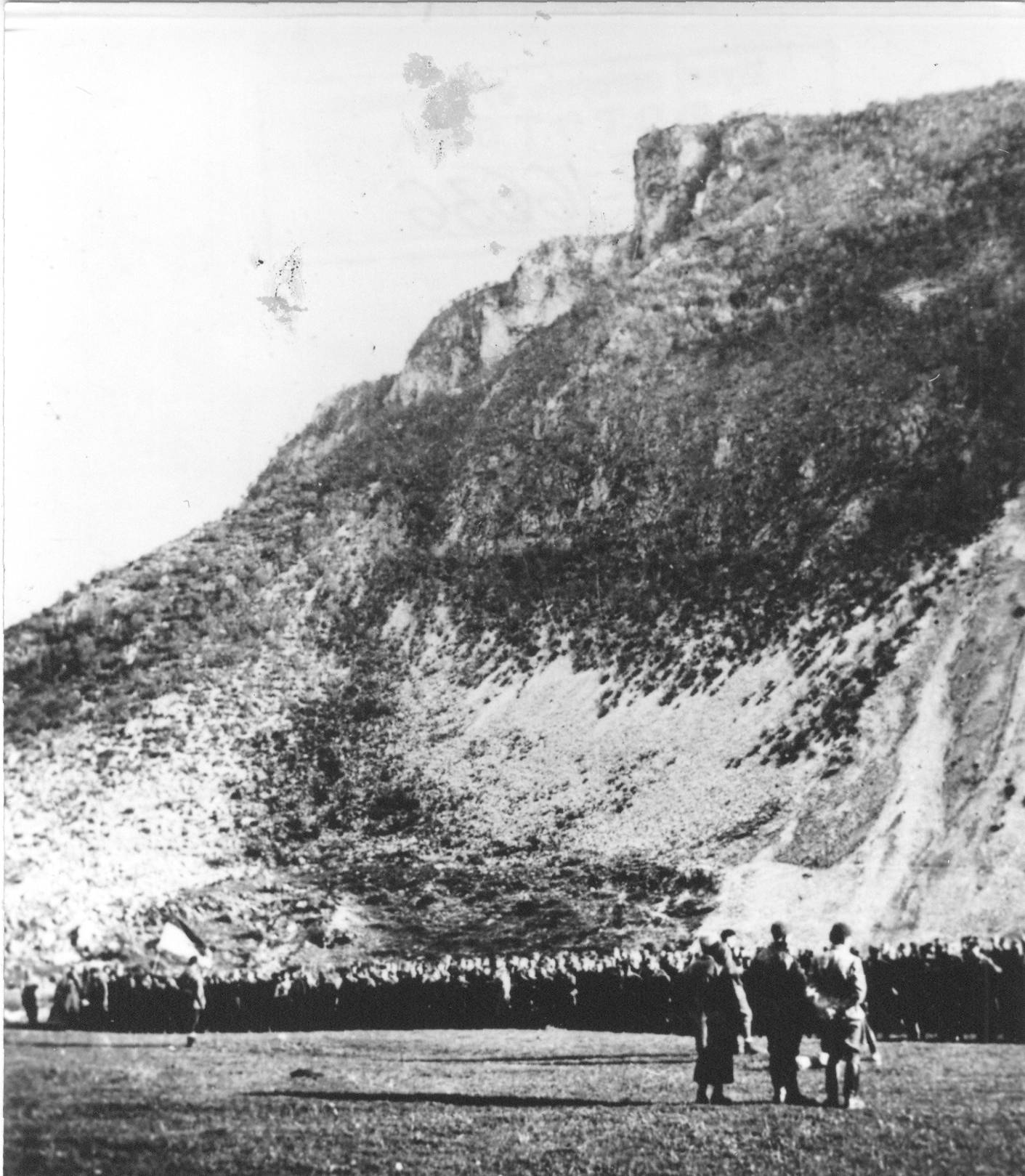
Um desfile de guerrilheiros da 2ª Divisão Proletária em Boan, pouco antes da batalha de Sutjeska, em maio de 1943. Na frente da máquina está o comandante Peko Dapcevic.

As forças dos Partisans iugoslavos totalizaram cerca de 22 000 combatentes (incluindo o hospital):
- Primeira Divisão Proletária - Major General Koca Popovic;
- Segunda Divisão Proletária - Major General Peko Dapcevic;
- Terceira Divisão de Ataque - Coronel Radovan Vukanović, depois Coronel Sava Kovačević;
- Sétima Divisão Banija - Coronel Pavle Jaksic;
- Sexta Brigada da Bósnia Oriental;
- Décima Quinta Brigada Majevica.

## Ofensiva dos Partisans em Montenegro
Enquanto os alemães se preparavam para a Operação Schwarz, batalhas ferozes foram travadas no território de Herzegovina e Montenegro. Depois da ofensiva sofrida na Operação "Weiss", o grupo operacional dos Partisans partiu com todas as suas forças através da Herzegovina para invadir Montenegro, destruir os Chetniks, os italianos e assumir o campo. Nessa área, os combatentes exaustos descansariam, os feridos seriam tratados e, em seguida, seguiriam para Kosovo, ao sul da Sérvia.
Batalhas ferozes entre guerrilheiros e forças ítalo-chetniks foram travadas no setor Foča - Kalinovik- Gacko - Savnik. Nevesinje passou de mão em mão até oito vezes. As forças dos Partisans empurraram as partes derrotadas da divisão de Taurinenza e os Chetniks perto de Ifsar, capturaram Čajniče e cercaram Foča, onde um batalhão italiano e cerca de 1 000 Chetniks foram cercados. Perseguiram os Chetniks cada vez mais fundo em Montenegro, com o Quartel General dos Partisans se mudando-se eventualmente para o Monte Durmitor.
Depois da pesada derrota infligida aos italianos em Pivka Javorka, no dia 1º de maio, a Primeira e a Segunda Divisões Proletárias embarcaram em uma ampla ofensiva para liquidar a guarnição ítalo-chetnik em Kolašin, com a intenção de continuar a incursão para Berane.
Gornja Morača caiu. Em Crkvine, perto de Kolašin, os guerrilheiros irromperam ... Lutovo está pronto para se juntar aos guerrilheiros ... Todas as forças Chetnik do 3º Batalhão Italiano estão localizados em Kolašin.— Carta do Comandante do Batalhão de Ljevorec de 14 de maio de 1943 ao Major Đorde Lasic sobre a situação no batalhão e o resultado das batalhas em Kolašin
Como parte do cerco de Kolašin, um grupo de batalhões de ataque (dois batalhões da Quarta e um batalhão da Quinta Brigada Montenegrina) derrotou o regimento italiano perto de Bioc em 15 de maio.

## Avanço dos alemães em direção a Montenegro
As forças da Wehrmacht avançavam em direção a Montenegro no norte e no leste. Nas fortificações de Foča, desde 15 de abril, os Partisans mantiveram sob bloqueio partes da Divisão Alpina Italiana "Taurinenze" e cerca de 1 100 Chetniks. No início de maio, partes da 369.ª Divisão de Infantaria alemã penetraram até Foča, suprimindo a Sexta Brigada Bósnia Oriental e a Décima Quinta Brigada Majevica, libertando o batalhão Aosta da divisão italiana Taurinenza e cerca de 1 000 Chetniks, que estavam sob cerco dos Partisans por 23 dias. Os Chetniks foram desarmados e liberados.
A ala esquerda da 369ª Divisão avançou na direção de Priboj para Pljevlja e, sem encontrar qualquer resistência, se fundiu com o corpo principal da divisão "Taurinenza".
A operação iniciou-se a partir do leste com o surgimento da 1ª Divisão de Montanha alemã no Montenegro na direção de Peć - Novi Pazar. No início de maio, Đurišić estabeleceu contatos com partes (antecessor da Remold) da 1ª Divisão de Montanha e do 4º Regimento de Brandemburgo.
Em meados de maio de 1943, a maioria das forças do Exército Iugoslavo estavam localizadas ao redor da cidade de Kolašin. Nesse ínterim, Mihailović deixou a aldeia de Lipovo e rumou para a Sérvia. No mesmo dia, apesar dos contatos estabelecidos e da forte oposição do Comandante do 14º Corpo italiano, General Roncalla, os alemães capturaram o Major Pavle Đurišić com todo o estado-maior e cerca de 1 200 Chetniks após entrar em Kolašin. Depois de capturar a maioria dos Chetniks montenegrinos perto de Kolašin, os alemães continuaram a Operação Schwarz.

## Desarmamento e prisão dos Chetniks
Tropas alemãs perto de Foča - apesar da oposição dos italianos - desarmaram cem chetniks.— Diário de guerra do Comando Supremo da Wehrmacht datado de 5 de maio de 1943.
Não muito longe de Mostar, uma pequena unidade da SS foi atacada por granadas de mão. Os chetniks foram, sem dúvida, identificados como os agressores. Além de Berane, os chetniks atacaram posições alemãs em várias ocasiões.— Diário de guerra do Comando Supremo da Wehrmacht datado de 13 de maio de 1943.
Divisão SS: Os chetniks distribuem panfletos falando sobre a decisão dos chetniks de convocar o povo sérvio para uma grande luta de libertação contra alemães, italianos e croatas. É verdade que os italianos fizeram muito pelo povo sérvio, afirma a proclamação, mas agora eles vão traí-los e entregá-los aos alemães. Os chetniks estavam preparando um plano para atacar os alemães a oeste de Andrijevica, mas os alemães frustraram esse plano. Os alemães capturaram o líder Chetnik Pavle Đurišić. Os italianos exigiram sua extradição. As forças italianas ameaçam libertá-lo à força.— Diário de guerra do Comando Supremo da Wehrmacht datado de 14 de maio de 1943.

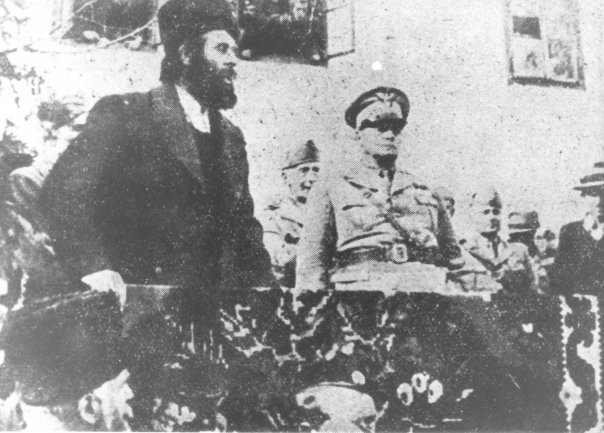
Zbog upada u italijansku zonu i hapšenja Đurišića nastupila je kriza u nemačko-italijanskim odnosima.

Os Chetniks desempenharam um papel importante para os italianos na luta contra o levante. No entanto, devido ao esperado desembarque dos Aliados, um acordo foi alcançado entre Roma e Berlim para desarmá-los. No início de maio, os Chetniks de Đurišić estabeleceram contato com as partes avançadas da 1ª divisão de montanha alemã. Ao aceitar a comunicação, os alemães conseguiram concentrar um grande número de Chetniks, liderados pelo pessoal de Đurišić, em Kolašin. Com um ataque repentino na manhã de 14 de maio, os alemães sem resistência capturaram e desarmaram a maior potência de DjuriSid em Montenegro (a coluna Chetnik contava com cerca de 2 000 pessoas, incluindo alguns locais).
Na manhã do dia 7 de maio, por volta das 7h30 (...), um soldado me informou que alemães com veículos motorizados tinham vindo para Kolašin e arredores. Encontrei apenas a metade da escolta no apartamento de Pavle (...) e quando eu quis sair pela última vez, um tiro de sinal foi ouvido na cidade, e botas alemãs imediatamente chacoalharam na escada do apartamento ... Pulei do chão do apartamento para o jardim, no jardim alemão vizinho, corri pelo corredor do prédio ao lado do segundo (...) e na rua me deparei com o terceiro que me forçou com uma metralhadora para o andar térreo com a escolta de Pavlova que já empilhou as armas na pilha e levou embora. Fiquei no canto da sala, empilhando as armas com os últimos Chetniks restantes ... a escolta nos levou também.— Relatório do Capitão Mirko Kuklić

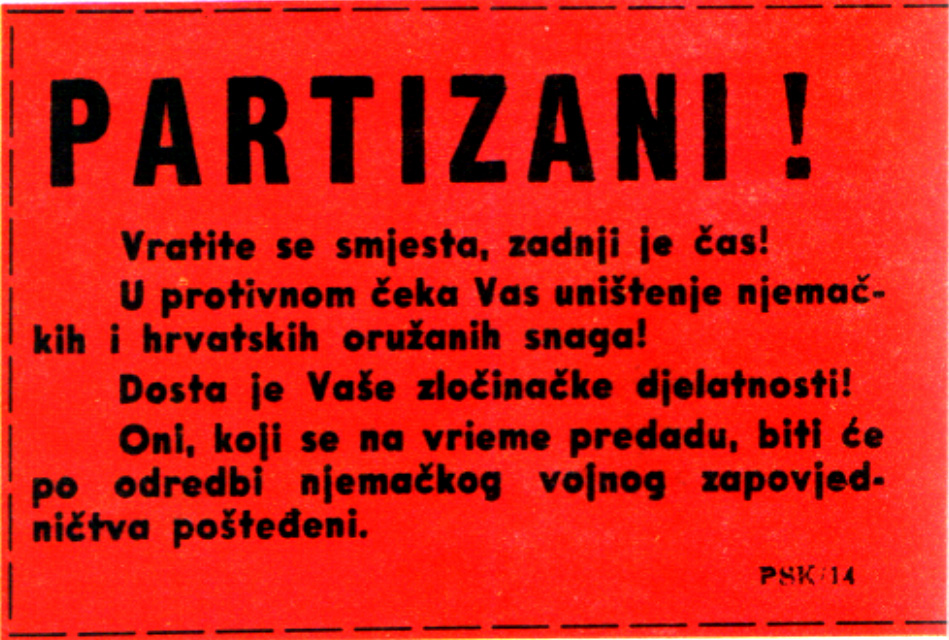
Folheto lançado pelos alemães aos guerrilheiros com um convite à rendição.

Um sério conflito eclodiu entre alemães e italianos sobre a captura de Pavle Đurišić. Os italianos cercaram um grupo de casas onde o quartel-general da divisão alemã estava localizado com Đurišić, colocando metralhadoras e infantaria nas posições:
No posto de comando divisionário em Andrijevica, os acontecimentos ocorreram da seguinte forma: imediatamente após a prisão de Đurišić, o comandante italiano do local compareceu perante o chefe da 1ª Divisão e solicitou a extradição de Đurišić. Ele tem uma ordem estrita para colocar as mãos em Đurišić a todo custo. Naquela época, o local estava bloqueado e cercado por italianos de todos os lados. A extradição foi recusada com um pedido de uma ordem clara do comando superior. A situação em Andrijevica lembrava o estado de emergência declarado pelos italianos.— Relatório do Comandante da 1ª Divisão de Montanha von Stetner datado de 14 de maio de 1943.
Walter von Stetner, comandante da 1ª Divisão de Montanha alemã, exigiu de Roncalla, comandante do 14º Corpo do exército italiano, que os chetniks fossem desarmados. Roncalla respondeu que não se importavam com a área de Kolašin e que sem ordem do governador italiano, "nenhum Chetnik deveria ser desarmado". Depois que Stetner insistiu que tinha uma ordem explícita de seus superiores para desarmar os chetniks imediatamente, Ronkalja ameaçou que isso significava guerra:
Eu mando no território de Montenegro. Se o desarmamento não for interrompido imediatamente, sei como impedi-lo pela força das armas. O governador de Montenegro ordenou que Đurišić, que já está nas mãos dos alemães, fosse libertado imediatamente e os chetniks armados novamente. Se a ação continuar, vou considerá-la uma ação direta contra a Itália.
A operação "Schwarz" foi iniciada em Montenegro. Os chetniks, obviamente surpresos após uma breve luta, entregaram rapidamente suas armas. Os italianos se recusam a cooperar nesta operação. 
- 118ª Divisão: Perto de Kalinovik, após fraca resistência, um grande número de Chetniks foi desarmado.
- A 369ª Divisão conquistou Čajniče. Anteriormente, os comunistas destruíram e incendiaram a cidade.

A sede de Tito está localizada a 20 km de Zabljak e a sede da Draža Mihailović, conforme confirmado, está localizada a sudeste de Bijelo Polje.— Diário de guerra do Comando Supremo da Wehrmacht datado de 15 de maio de 1943.
Alguns chetniks conseguiram escapar com a ajuda de italianos, disfarçados em uniformes italianos:
Sudeste: As relações com os italianos continuam tensas. As unidades militares italianas de Bileća rejeitaram a oferta de falar com o comandante da divisão SS. Antes da chegada da divisão SS, os chetniks retiraram-se com o apoio dos italianos. Os italianos deram a eles seus uniformes e caminhões, e temos evidências irrefutáveis disso.
- 118ª Divisão: 530 Chetniks capturados na área de Kalinovik.
- 369ª Divisão: Não muito longe de Čajniče, as batalhas foram mais fáceis com os chetniks, que atualmente estão em guerra com os comunistas.
- Várias aldeias entre Prijepolje e Brodarevo foram ocupadas por comunistas.
- 1ª Divisão de Montanha: 2 000 chetniks capturados.
— Diário de guerra do Comando Supremo da Wehrmacht datado de 16 de maio de 1943.
As forças alemãs no terreno apelaram ao comando superior para reconsiderar a decisão de prender os chetniks, porque eles provaram ser confiáveis contra os guerrilheiros:
No setor do 98º Regimento de Caça na Montanha, sem levar em conta Kolašin, fortes unidades Chetnik estavam engajadas nas montanhas. Eles resistiram ao forte ataque dos comunistas em Kolašin e retiraram-se para o leste sob a luta, devido à pressão avassaladora. Eles foram aceitos por regimentos alemães que penetraram na montanha de Kolašin, e pela força das circunstâncias, devido à situação muito tensa e à falta de nossas forças, foram engajados como uma cortina de segurança no espaço das unidades alemãs. Foi uma solução imposta pela necessidade e podemos agradecer pelo fato de termos conseguido capturar e limpar as colinas a oeste de Kolašin em combates pesados, onde haviam 2 000 a 3 000 comunistas (nossas forças eram inicialmente apenas 2, e depois 3 Regimentos de Caça). As lutas neste setor terminaram, tanto que temos este campo firmemente em nossas mãos. Agora a divisão está praticamente numa situação em que está enviando para o cativeiro esses chetniks que, lutando junto com as tropas alemãs, sofreram pesadas perdas (60 mortos em 3 dias) e que se mostraram fiéis e confiáveis.— Recurso da 1ª Divisão de Montanha do Comando do Corpo contra a prisão dos Chetniks (de 21 de maio de 1943).
O comando alemão não desistiu da ideia original. De um total de 3 200 chetniks capturados, cerca de metade (34 oficiais e 1 588 soldados) foram internados em campos de prisioneiros. Do número restante, cerca de 800 chetniks foram enviados ao batalhão de transporte. Doentes, exaustos, pessoas com mais de 60 anos e crianças menores de 16 anos foram evacuadas. Esses 800 chetniks seriam usados pelos alemães como carregadores de munições, cavaleiros e, em geral, trabalhadores manuais durante a Batalha de Sutjeska.
No entanto, o desarmamento completo falhou: as unidades restantes do Chetnik refugiaram-se com sucesso sob a proteção italiana. O próprio Mihailović escapou da captura e retirou-se para a Sérvia.  Após a fuga de Mihailović de Montenegro, o comando alemão ordenou que um mandado fosse emitido para ele. Ao mesmo tempo, uma recompensa foi publicada para Tito no mesmo cartaz com Mihailović e com a mesma cifra de 200 000 marcos alemães.
Operação Schwarz: A 1ª Divisão de Montanha encontra tenaz resistência comunista. De acordo com os italianos, Draža Mihailović não está mais em Montenegro, mas fugiu para a Sérvia. Começamos a ação de capturar Mihailović.— Diário de guerra do Comando Supremo da Wehrmacht datado de 17 de maio de 1943.

## Conflito entre a Wehrmacht e os Partisans
Na área de Kolašin e Bijelo Polje, a ofensiva dos Partisans colidiu com a ofensiva dos alemães. Os primeiros confrontos eclodiram em Mojkovac e perto de Brodarevo no dia 15 de maio.

### Batalhas iniciais em Montenegro
Operação Schwarz: tempo nublado, chuvoso. Fortes forças comunistas opuseram uma resistência tenaz na frente da 1ª Divisão da Montanha.— Diário de guerra do Comando Supremo da Wehrmacht de 18 de maio de 1943.

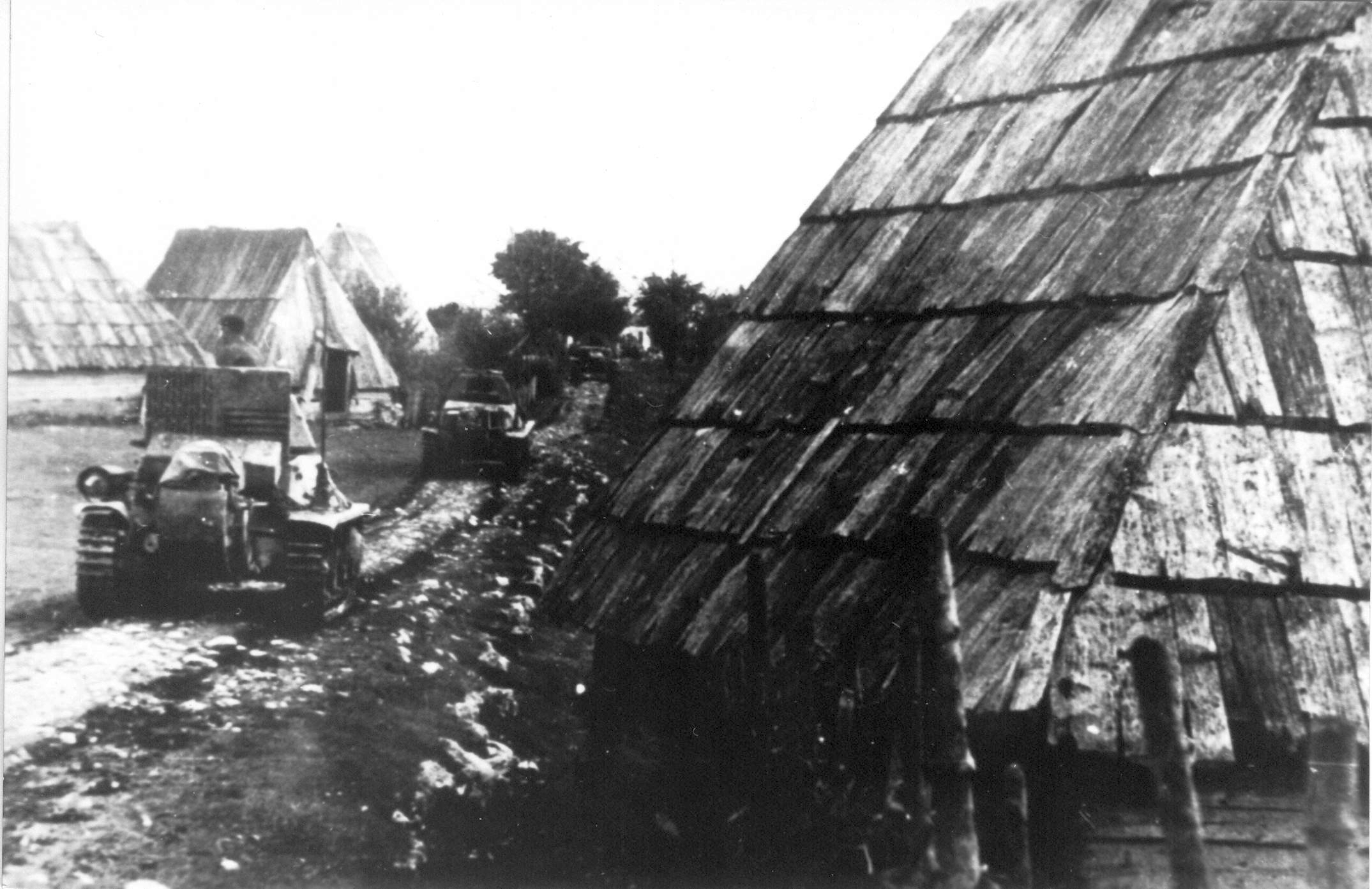
369ª Divisão do "Diabo" na aldeia de Gotovuša, Pljevlja, maio-junho de 1943

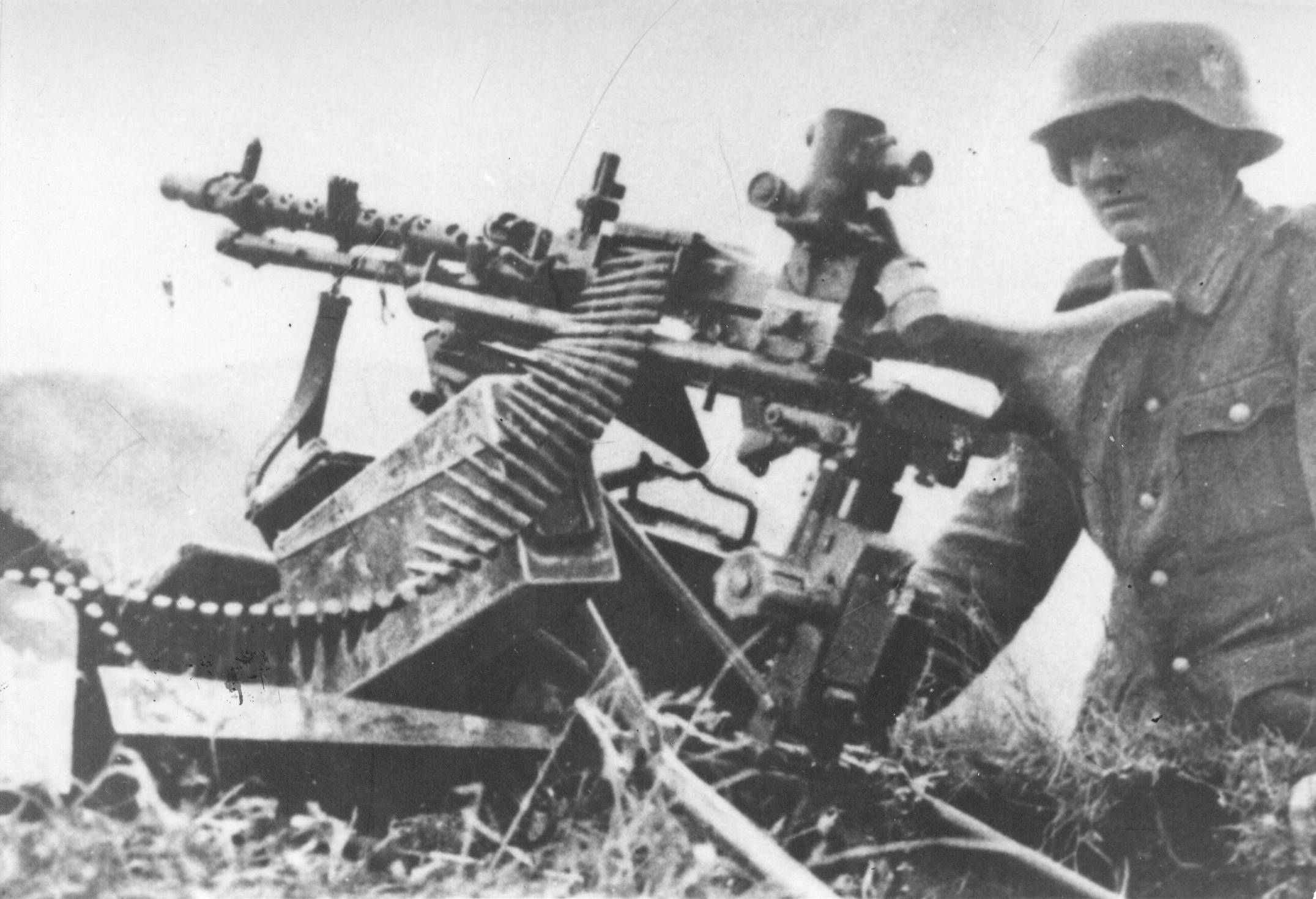
Metralhadora pesada da Divisão do Diabo na posição perto de Vrbnica, 10 de junho de 1943.

Em 15 de maio de 1943 teve início a quinta ofensiva contra o Grupo Operacional Principal da Sede Suprema dos Partisans. Os primeiros conflitos ocorreram no norte, entre Čajniče e Foča, com partes da 369.ª Divisão de Infantaria, e no leste, perto de Brodarevo e Mojkovac, com a 1ª Divisão de Montanha.
Diante do avanço das forças alemãs no leste, o Quartel-General Supremo dos Partisans decidiu impedir o cerco de Foča e garantir a comunicação com o leste da Bósnia. O ataque foi realizado de 21 a 25 de maio pela Primeira Divisão Proletária contra a maioria da 118ª Divisão de Caça alemã e a 4ª Associação de Montanha do Estado Independente da Croácia. Apesar de certos sucessos táticos (desmantelamento do 7º Regimento de Montanha em 21 de maio e do 13º Regimento de Montanha em 24 de maio), após o impacto no flanco de partes da 369ª Divisão perto de Gradac em 25 de maio, este ataque provou ser inútil. Daí a Sede Suprema em 27 de maio ordenou a transferência de todas as forças para a margem esquerda do Rio Tara.
A 118ª Divisão de Caça teve a tarefa de invadir Piva pelo oeste e bloqueá-la. Em 22 de maio, o 738º Regimento, sem contato com unidades Partisans, encontrou-se em Vučevo, um planalto a oeste de Piva. No entanto, eles não podiam organizar conexões e suprimentos nesta área ampla e intransitável, então o comandante do regimento, Tenente Coronel Anaker, enviou um batalhão ao sul para estabelecer uma conexão com a 7ª Divisão SS e um a oeste, para se conectar com o quartel-general de sua divisão. O 2º Batalhão, em dramática batalha no dia 29 de maio, derrubou dois batalhões da Segunda Divisão Proletária. A intervenção de partes da divisão do norte, através do Rio Drina, foi suprimida pelas forças da Primeira Divisão Proletária, que cruzou o Tara. Assim, as forças dos Partisans ocuparam firmemente Vučevo e impediram os alemães de cercarem Piva. O próximo obstáculo natural sobre o qual a 118ª Divisão poderia fazer isso era o Vale Sutjeska.
A partir de 18 de maio começou a manifestar-se o aparecimento da 7ª Divisão SS e divisões italianas de Ferrara, vindas do sul para Savnik, Zabljak e Mratinje. A defesa exitosa da Primeira e Quinta Brigadas, suprimiu o aparecimento da ala direita da 7ª Divisão SS e dos italianos, possibilitando a organização de um ataque à ala esquerda da 7ª Divisão SS.
Operação Schwarz: Fortes forças comunistas (14 km a sudeste de Foča) forçaram a 4ª Brigada Croata a se retirar.— Diário de guerra do Comando Supremo da Wehrmacht datado de 22 de maio de 1943.
Fortes ataques inimigos não muito longe de Foča (provavelmente 4 brigadas comunistas), romperam a defesa da 118ª Divisão. Recebemos reforços de Sarajevo.— Diário de guerra do Comando Supremo da Wehrmacht datado de 24 de maio de 1943.
A pressão inimiga continua em Foča, provavelmente com 6 brigadas e um total de 6 000.— Diário de guerra do Comando Supremo da Wehrmacht de 25 de maio de 1943.

### Avanço para o leste da Bósnia
Próprias perdas nos últimos 15 dias: 131 mortos, 506 feridos e 744 desaparecidos; Comunistas: 897 mortos, 620 feridos e 701 capturados; Chetniks: 15 mortos, 3 049 capturados.— Diário de guerra do Comando Supremo da Wehrmacht de 30 de maio de 1943.
De 31 de maio a 5 de junho, o 4º Montenegrino, o 7º Krajina e o 10º Herzegoviniano travaram batalhas ferozes e exaustivas com os alemães nas encostas acidentadas do Monte Bioč e na parte superior do Piva. Os sucessos alcançados foram poucos, dadas as reservas disponíveis para os alemães.
Tendo estabelecido que esta direção, através de Sutjeska e Gatačko polje, estava densamente ocupada, a Sede Suprema organizou uma conferência em 3 de junho em Mratinje. Concluiu-se que a situação era crítica e as forças foram divididas em duas partes. O primeiro grupo era composto pela Primeira e Segunda Divisões com a Sede Suprema, e o segundo grupo era composto da Terceira (em uma composição ligeiramente alterada) e a Sétima Divisão, com o Hospital Central e parte dos conselheiros. O segundo grupo era liderado por Milovan Đilas, como delegado do Estado-Maior Supremo, e Sava Kovačević, que foi nomeado comandante da Terceira Divisão. Os dois grupos deveriam romper em direções divergentes a fim de expandir as forças alemãs. O primeiro grupo deveria romper Sutjeska, enquanto o segundo recebeu a tarefa de retornar à margem direita do Rio Tara, para Sanjaco.

### Missão aliada
Informado da chegada da missão militar britânica, o Quartel-General Supremo em 20 de maio de 1943 deixou Đurđević Tara e se estabeleceu na floresta perto de Crni Jezero, no sopé do Durmitor.
Na noite de 27/28 de maio chegou o Departamento do Reino Unido, com a missão de codinome "Tipikal". À frente dessa missão estavam o capitão Bill Stewart, que falava servo-croata porque trabalhou no Consulado Britânico em Zagreb antes da guerra, e William Dickin, professor de história em Oxford. Além dos dois, a missão contava com mais 4 membros.
No dia seguinte, Tito recebeu os britânicos e exigiu ajuda militar, solicitando que a Força Aérea Britânica bombardeasse centros de concentração alemães. Como não havia soldados Chetnik neste setor, Dickin disse ao comando que apenas as forças dos Partisans estavam lutando contra os alemães. Algum tempo depois, após a batalha no Sutjeska, ao familiarizar-se com a situação na Bósnia e após a captura do comandante Chetnik do Destacamento Zenica Golub Mitrovic, onde confiscaram documentos de cooperação com o Estado Independente da Croácia e os alemães, o capitão Dickin relatou que os Chetniks cooperam com os alemães e os italianos contra os partidários.
O coronel britânico William Bailey estava no quartel-general de Mihailović na época. Após a crise de relações na primavera, quando relatou a cooperação dos Chetniks com os italianos, Bailey informou ao comando no Cairo que Mihailović fugira de Montenegro a tempo e que os alemães estavam desarmando os Chetniks.
O Comandante Aliado do Mediterrâneo, General Wilson, morreu em 26 de maio de 1943. Em 1941, ele ordenou que Mihailović movesse suas tropas para o leste do Rio Ibar e lutasse contra os alemães lá, porque a oeste do Ibar "os guerrilheiros representam uma força de combate boa e eficiente em todas as regiões onde o General Mihailović é representado apenas por quislings".

### A maioria dos partisans estão no anel
Operação "Schwarz": tudo indica que o inimigo fortaleceu suas posições no Monte Durmitor. Nas batalhas perto de Gacko, o inimigo sofreu pesadas baixas (200 mortos). Perdas próprias: 10 mortos, 50 feridos. Operação bem-sucedida de aeronaves em alvos inimigos na área de Mratinje, Tjentište e Suha.— Diário de guerra do Comando Supremo da Wehrmacht de 7 de junho de 1943.
O Quartel-General Supremo viu que o principal grupo operacional só poderia romper o vale Sutjeska porque havia forças alemãs mais fracas ali. No entanto, os alemães previram esse desenvolvimento, então eles se apressaram para fortificar todo o vale de Sutjeska.
Nos locais: Tjentište, Ljubin Grob, Vučevo, Bare, Ličke Kolibe, Košuta, Popov Most, Milinklade, Suha, Vrbnica, Maglić e Volujak, que ficam no vale do rio Sutjeska, duras e sangrentas batalhas foram travadas na segunda fase da operação por quase um mês. Desta forma, a batalha recebeu o nome por causa desses lugares que se encontram no vale do rio Sutjeska, sendo chamada de "Batalha de Sutjeska".
A maioria operacional dos Partisans também tinha um hospital central com cerca de 3 000 feridos, dos quais 1 000 eram portadores de tifo.
A Primeira Divisão Proletária foi enviada para atacar o vale de Sutjeska via Piva e Vučevo. Como ponto dominante, era necessário recorrer a colina Vučevo, para fazer um corredor de passagem livre sobre o Sutjeska, em direção a Zelengora e mais adiante para a Bósnia.
O comando alemão também previu essa possibilidade, por isso enviou um grupo para tomar Vučevo. Em uma batalha corpo a corpo, as forças da Primeira Divisão Proletária conseguiram derrubar os alemães e assegurar este ponto dominante. Os alemães então começaram a ocupar todo o vale do Sutjeska, de Tjentište até sua confluência com o Drina perto de Čelebić. A 7ª Divisão SS "Prinz Eugen" penetrou naquela direção, que cercou a maioria das forças e o hospital central. No início de junho, um verdadeiro drama começou em Sutjeska.
Como a tentativa de romper a frente de Foča falhou, o Quartel-General Supremo teve de retornar às suas posições iniciais, que os alemães usaram para formar um anel ainda mais forte.
Assim, nos primeiros dias de junho, toda a Sede Suprema se viu em um anel, junto com o hospital central no vale de Sutjeska.
Em 3 de junho, Tito cruzou o Piva perto de Mratinec com a Sede Suprema. No mesmo dia, na sessão da Sede Suprema, foi discutida a posição do grupo dos Partisans com o hospital.
Além dos combates diários, o cânion do Sutjeska era bombardeado por aviões todos os dias, em voos muito baixos. Perdas particularmente grandes ocorreram nas fileiras da Segunda Brigada, que entrou em confronto com as forças da 117ª Divisão. O diário operacional do comando alemão afirma que 200 guerrilheiros e 50 alemães foram mortos em um dia na batalha perto de Gacko.
Numa situação difícil para o Estado-Maior Geral e para toda a maioria, foi decidido dividir todo o grupo operacional em duas partes:
O primeiro grupo consistiria em dez brigadas da Primeira e Segunda Divisões Proletárias, que já haviam forçado Piva, e o segundo grupo de seis brigadas das Divisões Terceira e Sétima com um hospital central localizado a leste de Piva.
O primeiro grupo deveria romper Sutjeska para o noroeste, e o segundo com o hospital central do outro lado do rio Tara de volta a Sanjaco.
Na área ao redor dos cânions de Sutjeska e Suha, batalhas ferozes foram travadas, que alternadamente caíram nas mãos de ambos. Uma área de 5-6 km foi feita para a passagem da maioria das forças. Os feridos também deveriam sair de lá.
A Primeira Divisão Proletária marchou por Milinklad em 8 de junho de 1943. A Segunda Divisão Proletária teve menos sorte. No local de Bare, não muito longe de Volujak, ocorreu uma série de batalhas sangrentas com unidades da 118ª Divisão Alemã.
A Segunda Brigada foi particularmente abatida. Em apenas um dia, mais de 600 combatentes foram mortos. Um pelotão menor permaneceu, que enviou uma mensagem ao Quartel-General Supremo de que todos os combatentes lutariam até o fim. Os ataques alemães a Bare e Kossuth foram ainda mais violentos.
A situação era especialmente difícil no setor do segundo grupo, que com o hospital central irrompeu sem sucesso de Tara a Sandzak.
Por este motivo, o Quartel-General Supremo ordenou ao outro grupo que fosse com ele por Vučevo e Sutjeska. Isso levou vários dias, então o anel ficou ainda mais apertado. Apesar da proposta do comandante da Primeira Divisão Proletária, Koča Popović, de que todas as forças avançassem na direção de onde a Primeira Divisão Proletária rompeu, o Quartel-General Supremo permaneceu esperando pelo segundo grupo liderado por Sava Kovačević.
No grande círculo em que a Sede Suprema estava localizada naquela época, foi relatado que em 9 de junho de 1943 Tito havia sido ferido no Monte Milinklade. O coronel Savo Orović registrou este evento com sua câmera ao lado de uma caverna, onde o Quartel-General Supremo estava escondido. No mesmo ataque, o capitão Bill Stewart, Djuro Vujovic - segurança pessoal de Tito - e vários outros guerrilheiros foram mortos.
A fim de salvar a maioria das forças e do hospital central, foi ordenado que ocupasse as elevações dominantes "Velika Košuta" e "Ljubin Grob", também chamadas de "corredores de resgate". A Sétima Brigada da Segunda Divisão Proletária foi atribuída a Kossuth, enquanto a Quarta Brigada Proletária Montenegrina da NOU defendeu Ljubin Grob. O comandante da Quarta Brigada Montenegrina, Vasilija Djurovic Vako, também foi morto lá .

### Quebra do anel
Operação "Schwarz": o inimigo traz reforços do leste via Piva. Após duras batalhas com sorte inconstante, o inimigo conseguiu romper a frente na 369ª divisão em um só lugar. A ponte em Sutjeska foi demolida. O inimigo tem grandes perdas humanas e materiais.— Diário de guerra do Comando Supremo da Wehrmacht de 10 de junho de 1943.

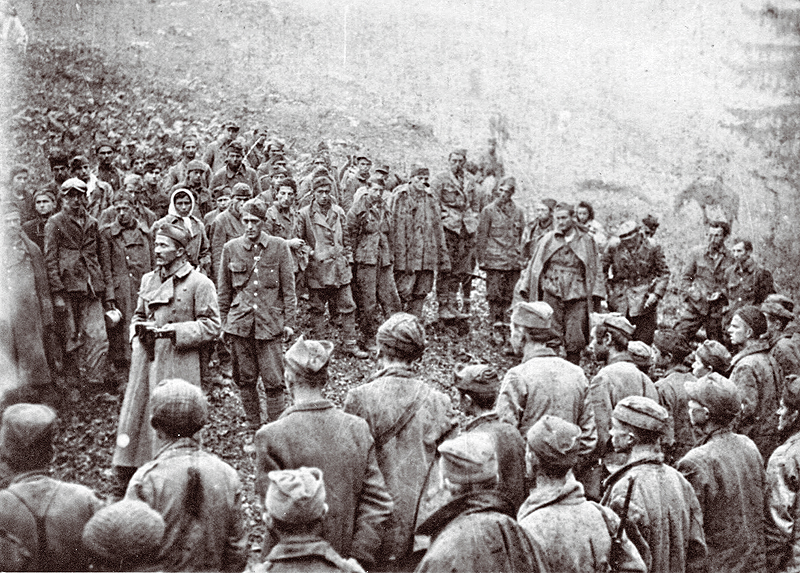
O comandante da 1ª Brigada Proletária, Danilo Lekić, fala aos combatentes na véspera do avanço em Sutjeska, em junho de 1943.

Antes do início da batalha principal, foi dada a ordem a Koča Popović de enterrar todas as armas pesadas, queimar os arquivos e matar todos os cavalos para alimentar os soldados, após o sucesso parcial do ataque em Kosur, Borovno e Popov Most. Já o sétimo, com suas duas brigadas, penetrou no coração de Zelengora. Ele permaneceu lá pelos próximos dias, observando enquanto o espaço se estreitava e as colunas alemãs avançavam de todas as direções. Tito não aprovou sua ideia de uma penetração enérgica e rápida de Zelengora ao norte. Já em 9 de junho, Koča e suas duas brigadas foram atacados pela maioria da 369ª Divisão de Infantaria do Norte (Höhne), leste (Wertmüller) e oeste (Fischer).
Na tarde do dia 9, Koča concluiu que esperar mais tempo seria fatal, enviando um mensageiro a Tito com a mensagem de que ele se dirigia para o norte e recomendou que o seguissem. De acordo com sua ideia, as posições alemãs deveriam ter sido impiedosamente ultrapassadas, e o desempenho deveria continuar no ritmo mais rápido possível, sem o menor atraso. Koča fez questão de que a explicação da importância crucial dessa luta chegasse a todos os soldados e comandantes.
O primeiro vislumbre de esperança para sair do anel ocorreu em 10 de junho nas primeiras horas da manhã, quando a Primeira Brigada Proletária atacou o grupo de batalha Höhne em um ataque perto da aldeia de Balinovac.
Eu me lembro bem. Danilo Lekić ordenou: "Primeiro proletário - se apresse!!" E, provavelmente, acho que foi a única vez em todo o ataque do Primeiro Proletário. Sob aquela clareira. Estávamos todos na mesma máquina de atirar. Pela primeira vez, todos ... E todos os comandos da companhia, e todos os quartéis-generais de batalhão e de brigada, e o espanhol (Danilo Lekić) e os Plavi estavam no assalto, todos os mensageiros, todos os cozinheiros e todos os paramédicos ... Tudo saiu lá, quantos de nós éramos. Partimos. E todos sabíamos: não há como voltar atrás! Temos que chegar lá!— Antonije Isaković, um dos participantes
Ao mesmo tempo, a Terceira Brigada Krajina separou o batalhão do grupo de batalha Fischer. Os combatentes correram ao longo da colina Pliješ com o desejo de roubar a bandeira regimental, mas Vaso Jovanović ordenou seguir adiante sem demora, ao norte, para a estrada Foča - Kalinovik. No dia seguinte, ambas as brigadas invadiram os remanescentes reorganizados do grupo de batalha Höhne, esmagaram o grupo de batalha Wertmüller tentando se infiltrar do leste e forçaram os reforços retirados da última reserva a fugir.
O grupo "Höhne" encontrou um feroz contra-ataque inimigo durante seu ataque. De acordo com todas as informações disponíveis, parece que o inimigo concentrou todas as suas forças neste local para um avanço vigoroso. A moral de combate do grupo de estava muito instável e não podiam mais suportar a forte pressão e, apesar dos esforços persistentes dos oficiais, os combatentes recuaram para a posição inicial.— Relatório do Departamento Operacional da 369ª Divisão de Infantaria ao comandante das tropas alemãs no NDH, de 15 de junho de 1943.
Em 48 horas, as duas brigadas conquistaram terrenos extremamente difíceis com uma distância de 20 km em linha reta, vencendo de forma praticamente contínua a resistência do inimigo oito vezes mais numeroso, que muitas vezes tentava contra-atacar, atraindo e introduzindo novas forças constantemente. Essa descoberta foi relatada a Berlim pelo general Löhr.
Em 12 de junho, às 4 da manhã, apareceram os primeiros combatentes individuais, depois unidades inteiras do II / 724. Atiram em completa desordem, movendo-se para o leste de Jelec através da segurança divisionária das partes posteriores. Os comandantes do departamento declararam que seu batalhão havia sido desfeito e que os guerrilheiros haviam feito um avanço. Eles receberam ordens de recuar em direção a Sarajevo.— Relatório do Departamento Operacional da 369ª Divisão de Infantaria ao comandante das tropas alemãs no NDH, de 15 de junho de 1943.

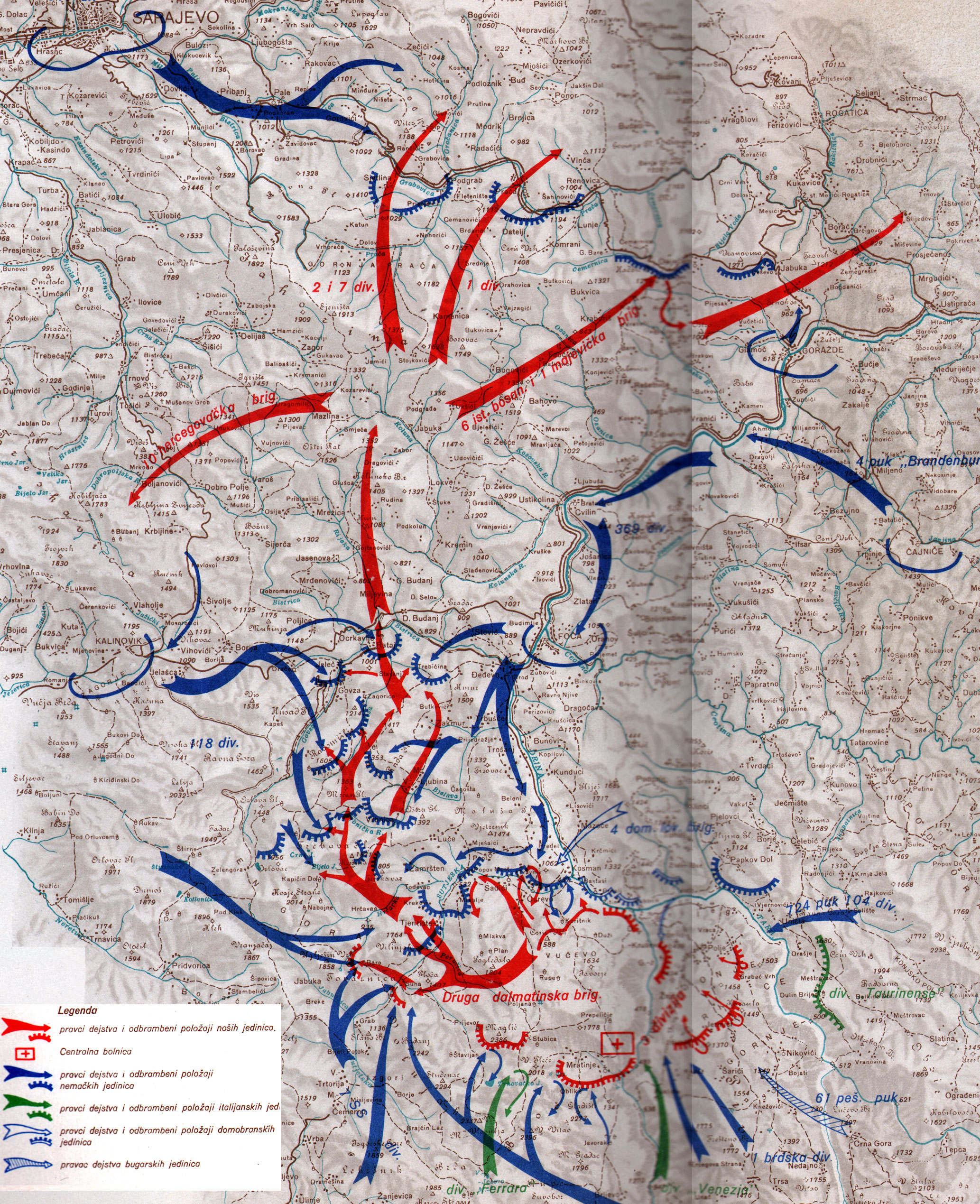
Avanço nos arredores de Sutjeska (de 1 a 25 de junho de 1943)

As primeiras brigadas já haviam assumido o controle via Foča - Kalinovik e, com a chegada de outras brigadas, foi alcançada a coesão de todo o Grupo Operacional do Estado Maior. Em 12 de junho, a vila de Rataj foi ocupada, ampliando ainda mais a fenda no anel alemão. Destruindo todas as partes da 369ª Divisão que o quartel general conseguiu reunir, a maioria do Grupo Operacional cruzou a estrada Foča - Kalinovik, destruindo assim a última esperança dos alemães de cercá-los.
Essa sorte não foi a mesma para a Terceira Divisão de Ataque de Sava Kovacevic, com a maior parte do hospital central permanecendo no anel inimigo no Vale Sutjeska, onde a 7ª SS, 118ª, 1ª Divisão de Montanha e a Divisão Italiana "Ferrara" estavam localizadas. Em Tjentište, até 12 de junho, foram contados 214 guerrilheiros mortos, e 34 foram capturados. No dia 13 de junho começou a penetração decisiva deste grupo. A divisão foi dividida em várias partes e irrompeu ao longo do rio Sutjeska de forma independente. Em um desses ataques, perto das muralhas da vila queimada de Krekova, Sava Kovacevic foi morto. Com pesadas perdas, a Terceira Divisão irrompeu no Vale Sutjeska e logo se juntou a outras unidades em Zelengora.
Em 13 de junho, os alemães encontraram os feridos no Vale Sutjeska que se separaram do corpo principal e mataram todos eles. Um relatório alemão diz que todos foram mortos, porque a maioria deles estava infectada com tifo. No dia 14 de junho, ao penetrar para Zelengora, a maioria dos Partisans com o Quartel-General Supremo e parte dos feridos conseguiram sair do anel e fugir para a Bósnia.
Em 15 de junho, a Operação Schwarz terminou. A 118ª Divisão interrompeu os ataques, e o General Liters relatou ao Estado-Maior de Hitler que a maioria das forças guerrilheiras havia conseguido escapar de Montenegro para a Bósnia.

## Crimes de guerra
SETOR " PODGORICA ": A limpeza de Piper continua, durante a qual cerca de cem casas foram incendiadas.
General Ercole Roncaglia— Relatório diário do comando do VI Corpo do Exército italiano ao comando do Segundo Exército em 24 de maio de 1943

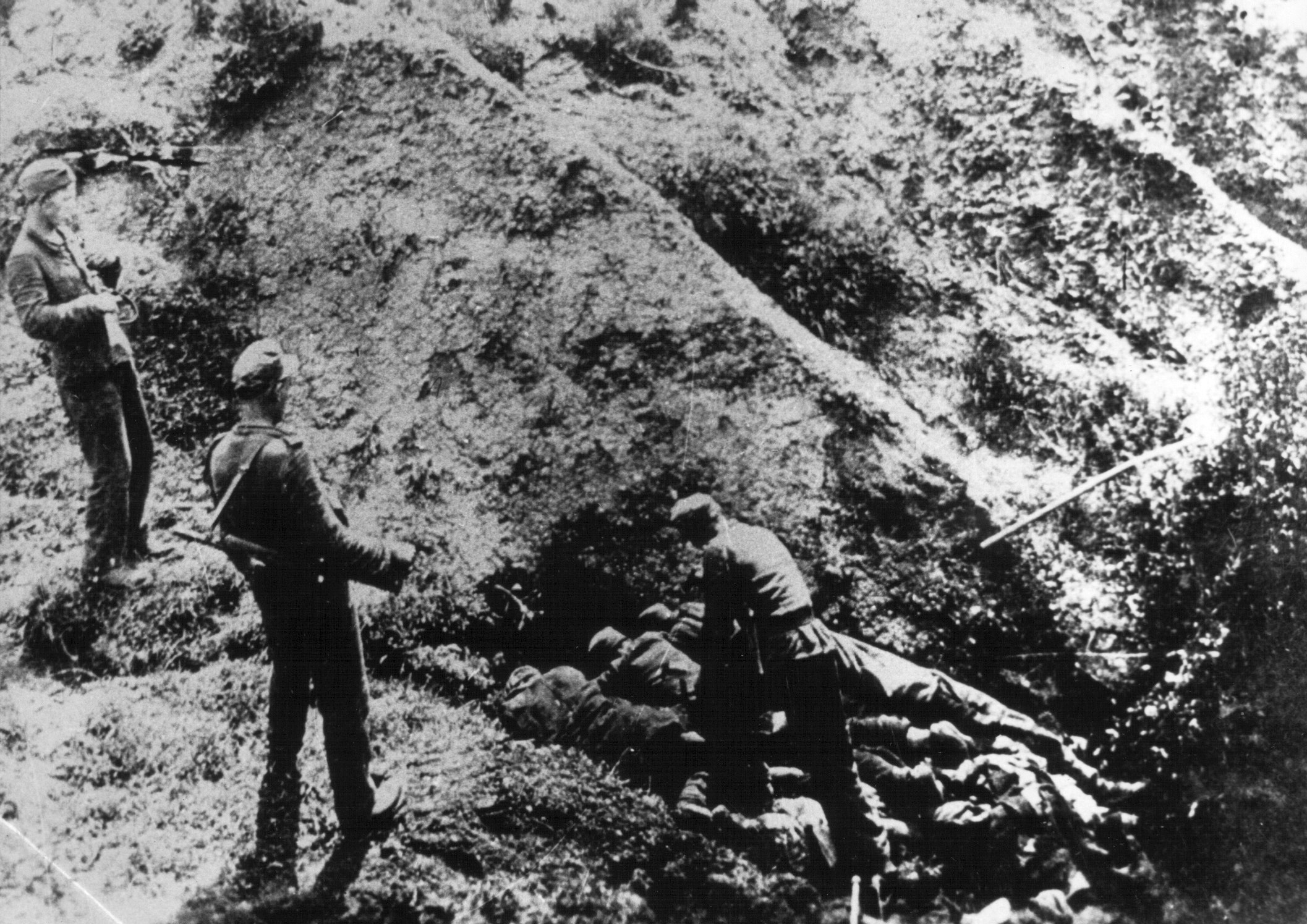
Alemães matam guerrilheiros feridos e exaustos em Sutjeska

Dos mais de 7 000 combatentes Partisans mortos em Sutjeska, uma grande parte são combatentes exaustos e feridos que foram simplesmente liquidados pelos alemães. Um relatório da 1ª Divisão de Montanha diz: "Capturados: 498, dos quais 411 foram baleados." A maioria dos feridos imóveis (cerca de 700 deles) foram escondidos por guerrilheiros na Montanha Piva, com enfermeiras. Porém, os alemães, vasculhando o campo com cães de busca, liquidaram-nos quase ao fim, juntamente com as enfermeiras. Além disso, um grande número de civis foi morto. Por exemplo, somente em Dola, em Piva, em 7 de junho, a SS matou 520 moradores, incluindo 106 crianças.
Operação Schwarz: Numerosas vítimas de tifo foram registradas em alguns lugares. E colocamos fogo nesses assentamentos.— Diário de guerra do Comando Supremo da Wehrmacht de 12 de junho de 1943.
Os nazistas mataram os moradores em massa e sem piedade, como na aldeia de Grab:
O Tenente Kaufmann, comandante da 6ª Companhia do 2º Batalhão do 738º Regimento da 118ª Divisão de Caça, descobriu comida enlatada em peles de cabra na área de Graba, próximo aos camponeses. Com base nisso, ele presumiu que os habitantes da área de Grab estavam fornecendo alimentos aos guerrilheiros no desfiladeiro de Sutjeska. Para evitar isso, ele sentiu que toda a população deveria ser morta. O tenente Kaufmann foi então o tenente-coronel Annacker, comandante do 738º Regimento, que lhe permitiu atirar nos residentes. Por ordem do Tenente Kaufmann, que comandou pessoalmente o fogo, foram baleados 70 pessoas, mulheres e crianças. A execução foi realizada por soldados da 6ª Companhia Kaufmann do 2º Batalhão do 738º Regimento...— Tenente Wildner Reinhold, do Grupo de Batalha de Annacker
Durante o ataque a Koshur, um grande número de feridos permaneceu deitado. O Major Strecker, comandante do 3º Batalhão do 738º Regimento, deu ordem para liquidar todos os feridos imóveis:
Ao retornar, o tenente Longin me disse que havia recebido uma ordem do comandante de seu batalhão, o major Strecker, para matar todos os guerrilheiros feridos que não conseguiam andar. Eu pessoalmente ouvi o tiroteio em que os feridos foram mortos...— Tenente Wildner Reinhold, do Grupo de Batalha de Annacker
Os chetniks também massacraram feridos guerrilheiros de Sutjeska, e em junho de 1943, massacraram o Dr. Simo Milošević e o poeta croata Ivan Goran Kovačić nas aldeias de Jelača e Vrbnica. 

## Perdas
Nossas perdas totais de 15 de maio a 12 de junho de 1943 na Operação Schwarz foram: 323 mortos, 1 696 feridos e 217 desaparecidos.
- Perdas na Croácia: 43 mortos, 184 feridos, 208 desaparecidos.
- Perdas do inimigo: 3 252 mortos contados, 4 209 capturados, 17 escapados, 59 capturados.
— Diário de guerra do Comando Supremo da Wehrmacht de 13 de junho de 1943.
Operação Schwarz: a maioria das forças inimigas no ringue foi destruída. O inimigo sofreu pesadas perdas perto de Tjentište, contando com 406 inimigos mortos.— Diário de guerra do Comando Supremo da Wehrmacht de 14 de junho de 1943.
A operação Schwarz acabou. Tempo: claro. O número de inimigos mortos aumentou para 5 697.— Diário de guerra do Comando Supremo da Wehrmacht de 15 de junho de 1943.
A Operação Schwarz infligiu pesadas perdas nas unidades dos partisans:
- 1ª Divisão: 1 514 mortos de 5 041 combatentes no total, ou 30,03%;
- 2ª Divisão: 2 605 mortos de 8 106 combatentes no total, ou 32,14% (contando as unidades sob seu comando em 10 de junho);
- 3ª Divisão: 1 554 mortos de 4 664 combatentes no total, ou 33,32% (incluindo o 3º Batalhão da 10ª Brigada Hertz);
- 7ª Divisão: 1 349 mortos de 2 547 combatentes no total, ou 52,96%.

Alguns revolucionários proeminentes foram mortos: Veselin Masleša, Sava Kovačević, Sima Milošević, Vasilije Đurović Vako, Ivan Goran Kovačić, Olga Popović-Dedijer, Pero Ćetković, Moma Stanojlović e muitos outros.

## Consequências
A operação Schwarz acabou. Graças à ajuda italiana, os chetniks se salvaram do anel alemão antes mesmo da operação. A maioria das gangues comunistas sob Tito foram destruídas na área de Piva - Sutjeska. O inimigo tinha pelo menos 12 000 mortos. Desse número, 10 000 morreram na luta e 2 000 de tifo e fome. Tito conseguiu escapar com cerca de 4 000 pessoas. Eles próprios mataram os gravemente doentes.
As próprias perdas são: 465 mortos, 1 554 feridos, 281 desaparecidos: unidades croatas têm 47 mortos e 399 combatentes desaparecidos. As tropas aliadas lutaram por mais de um mês, em condições difíceis, com chuva e neve, em terrenos difíceis, onde as alturas das montanhas chegam a 2 500 metros. Nossas tropas atingiram o máximo, com destaque para a 1ª Divisão de Montanha, assim como a Divisão SS. Foi muito difícil fornecer as tropas. O resultado da luta é o seguinte: as forças de Tito na área herzegoviniana-montenegrina foram derrotadas. A reputação de Tito fica assim bastante enfraquecida.— Diário de guerra do Comando Supremo da Wehrmacht de 17 de junho de 1943.
A Operação Schwarz é considerada um dos momentos decisivos na Guerra de Libertação do Povo na Iugoslávia. Poucos meses depois, todas as potências ocidentais começaram a elevar o Movimento de Libertação do Povo, até a Conferência de Teerã, quando o mesmo movimento foi reconhecido como o único movimento antifascista legítimo na Iugoslávia.
Devido ao fracasso da Operação Schwarz, os comandantes alemães Liters e Löhr foram substituídos após a Batalha de Sutjeska.
No final de 1943, a maioria dos chetniks foi devolvida do encarceramento, e a Wehrmacht assinou acordos de cooperação com líderes chetniks.